# Jasmine (Buffyverso)
"Jasmín" (también conocido como el devorador, y Cordelia Chase es un personaje de Ángel, su verdadero nombre era impronunciable por las lenguas de los hombres) era un miembro rebelde de Los Grandes Poderes. Jasmine era el "Gran Malo" que Investigaciones Ángel que tuvo que enfrentar en el 2003.

## Trasfondo
Jasmine era un ser ambiguo y malvado, cuyo objetivo era obtener una forma corpórea en la Tierra y convertirse en el gobernante del mundo. El objetivo principal de Jasmine, el Devorador, era traer la paz mundial. El problema, sin embargo, era que la visión de Jasmine de la paz mundial era una completa falta de libre albedrío, en la que todos los seres humanos estarían sin sentidso y sin discusión dedicados a ella, mientras ella tenía que comer, literalmente, la gente a mantener su energía.
De acuerdo a su siervo, Skip (un demonio en contacto secreto con jasmín, pero abiertamente amigo de Cordelia Chase), Jasmine arreglo muchos de los acontecimientos en las vidas del personal de Investigaciones Ángel para alinearlos como jugadores como sea necesario con el fin de crear la oportunidad de venir a la Tierra. Estos eventos incluyen la llegada de Lorne en la Tierra, el traslado de Ángel de Sunnydale a Los Ángeles, Doyle convirtiéndose en siervo de los Grandes Poderes, su muerte y el paso de sus visiones a Cordelia, la muerte de la hermana de Gunn, el envío de Fred a Pylea, la llegada de Wesley a investigaciones Ángel y su relación con Lilah, más tarde la transformación de Cordelia en un medio-demonio y su ascensión al reino de Los Grandes Poderes, el nacimiento de Connor, y la llegada de La Bestia.
También podría ser considerado el último evento del Tro-Clon, una serie de eventos destinados a llevar a cabo la destrucción y / o la purificación de la humanidad.

## Historia
Hace mucho tiempo, las fuerzas primitivas que ahora se consideran el bien y el mal tomaron forma, sin embargo, el mal creció en poder y comenzó la era de los demonios. Estos seres se convirtieron en Los Grandes Poderes que dejaron este mundo y se hicieron para ver el contenido de una realidad alternativa, solo para dirigir las fuerzas restantes para el bien de la Tierra y no tomar parte activa en la batalla contra el mal. 
Sin embargo, un poder era un renegado que decidió tomar el asunto en sus propias manos e imponer la paz en la Tierra a través de control mental. En primer lugar, conquistó una dimensión llena de una raza de demonios insectoides como un "ensayo general" antes de ir a la Tierra. Este antiguo poder, es llamado por estos demonios como "El Devorador" , jugó con la evolución de los demonios y de la sociedad, pero con el tiempo los abandonó y luego habló de ellos como un "error". En los siglos siguientes, muchos perdieron su fe en los demás, mientras que sus fanáticos esperan por su regreso. Al igual que en el caso de la humanidad, Jasmine asumido una forma similar a la de sus fanáticos. 
Después de que Ángel le pide a la moribunda Darla humana una segunda oportunidad de vida a través de pasar una serie de ensayos, se entera de que Darla no puede utilizar la segunda oportunidad porque ella ya está en su segunda vida, después de haber sido resucitado como un ser humano por Wolfram & Hart como parte de un plan para convertir a Ángel en Angelus, el alter ego malvado de Ángel. Y así parece que la batalla para ganar la vida sea por nada. Sin embargo, la segunda vida continuó de Darla se utilizó de alguna manera para crear a Connor después de que Ángel tuvo relaciones sexuales con Darla (que había sido convertido en un vampira de nuevo por Drusilla a instancias de Wolfram & Hart). Tras el nacimiento de Connor, el ex-poder había Saltar maniobras a Cordelia para convertirla en parte demonio. Después de que Connor volviera de Quor'toth, Skip "ayudó" a Cordelia en orden ascendente en el paraíso de los Poderes. Una vez en el reino de los Poderes, Cordelia se encuentra consumido por el aburrimiento. Cordelia finalmente opta por renunciar a su divinidad y regresar a la Tierra en su último período parcial de demostrar la forma, pero el ex poder utiliza este viaje interdimensional para "pegarse a ella" en nuestra dimensión por la posesión de Cordelia. Sin embargo, el resto de Los Grandes Poderes descubrieron el plan de Jasmin y le borraron toda la memoria a Cordelia para dejar a Jasmin en un estado latente. 
A su llegada a la Tierra, Cordelia se encuentra con un caso severo de amnesia que bloquea sus experiencias como Cordelia. Sin dejarse intimidar (y sin darse cuenta de la presencia del ex-poder), el equipo de Investigaciones Ángel inmediatamente trabajan en la tarea de restaurar la memoria de su amiga con un hechizo mágico. Finalmente, el equipo es capaz de restaurar su memoria, pero al hacerlo, se desbloquea la personalidad de Jasmin en lugar de Cordelia. 
Jasmine es capaz de hacerse cargo de Cordelia y manipular a todos los amigos de Cordelia, que no saben que ella está poseída. A su regreso a la Tierra, Jasmine trabaja para mantener a Investigaciones Ángel fuera de balance y distraerlos para que no se den cuenta o impedir su nacimiento en su nuevo cuerpo a través de Cordelia. En primer lugar, convoca a La Bestia (su sirviente imparable) y lo manda a eliminar completamente todas las manifestaciones de Wolfram & Hart en Los Ángeles y luego crear una lluvia de fuego y tapar el sol en todo Los Ángeles a través de un hechizo que eventualmente cubrir toda la Tierra. Con los campeones distraído por la Bestia eclipsando el sol, "Cordelia" seduce a Connor, cuyo objetivo principal ha sido el de ser el padre de su nuevo cuerpo, su uso de Cordelia como anfitrión fue simplemente "Transitorio" hasta que pueda llegar a ser independiente. Como "Cordelia", en secreto asesino a la familia Svear, descendientes de las sacerdotisas que expulsó a La Bestia antes, así como a Manjet de los Ra-Tet. Entonces, después de haber lanzado un hechizo poderoso para borrar todas las referencias a la Bestia en la memoria y la literatura en esta realidad, convence al equipo de liberar a Angelus, el único que tiene recuerdos de la Bestia, ya que Angelus se reunió con La Bestia hace muchos años, su memoria quedó intacta a pesar de la eliminación dimensiónal más amplia ya que no existía técnicamente cuando el hechizo fue lanzado. Después de eso, ella se roba el Muo-Ping (un tarro de cristal sagrado que contiene el alma de Ángel), finge un modo de reemplazo para re-almizar a Ángel, y lanza un hechizo que confunde las habilidades de Lorne para que Angelus seá liberado de su jaula por engañar a todo el mundo en pensando que él es Ángel. También asesina a Lilah Morgan y por arte de magia pelea con Willow Rosenberg para evitar que Angelus sea re-anlimaizado y vuelva a ser Ángel, pero ella se distrae durante la batalla y Willow tiene éxito en convertir a Angelus de nuevo en Ángel. A pesar de este fracaso, al final de la crisis, su objetivo ha sido alcanzado y "Cordelia" ha sido impregnado con la rápida gestación de su "bebé". 
"Cordelia" por fin se delata durante el intento de Lorne para recuperar sus poderes. Durante un ritual secreto donde Lorne se espera que esté solo, "Cordelia" llega con un gran cuchillo para matarlo. Es realmente una trampa tendida por el equipo de Ángel que se había dado cuenta de que Cordelia era la culpable de todos los desastres, pero es salvada por Connor. Con su ayuda (incluido el secuestro de una virgen inocente para el sacrificio), "Cordelia" es capaz de dar a "luz" a Jasmine. 
Al nacer, Jasmine drena la fuerza vital de Cordelia, dejándola en un estado de coma, uno de la que nunca va a despertar. En el nacimiento, una forma brillante, con tentáculos emerge, su luz lleno la habitación. Pero rápidamente se asume la forma de una mujer joven y bella. Cuando Ángel y Connor la ven por primera vez, ambos se caen de rodillas, después de haber sidos convertidos rápidamente en sus esclavos. 
Jasmine aparece antes que el resto de investigaciones Ángel, convirtiéndolos en sus seguidores y anunció que, a pesar del gran mal hecho en su nombre, su plan es traer la paz mundial y la eliminación del mal, a partir de Los Ángeles. Sin embargo, la paz de Jasmine tiene un precio alto. Un inconveniente es que Jasmine tiene que devorar a un cierto número de seres humanos para mantener su fuerza, con la que cada vez que su poder e influencia crecen. Para las víctimas, por lo general elige a las personas que son hermosas y en forma, sino también las personas que se habían perdido y en el dolor, evitando las que serán de utilidad para la sociedad que piensa crear. 
El control de la mente de Jasmine prácticamente elimina la libre voluntad del mundo, con todo el mundo al no pueden hacer nada, excepto alabar y servir a Jasmine todo el día, hasta que Fred ve la verdadera forma de Jasmine - una cara descompuesta, infestadas de gusanos y muerta. Con el tiempo, Fred se da cuenta de por qué solo ella ha sido capaz de librarse del control de Jasmine la sangre de Jasmine. Anteriormente, la devoción de Fred a Jasmine había llevado a fregar la ropa manchada de sangre de Jasmine es tan difícil que sus propios dedos sangraban. Una vez que Fred se da cuenta de esto, ella cura a Ángel por disparar a Jasmine y con el paso de bala en ambos Jazmín y Ángel. Por desgracia, la ley hace que Jasmine para aprender de los efectos curativos de la sangre y para protegerse de ella. 
Ángel y Fred son, sin embargo capazes de liberar el resto del equipo de IA mediante la exposición a la sangre desde el estado de coma Cordelia, que tiene las mismas propiedades que la sangre de Jasmine. Que "infecto" a Lorne, Wesley y Gunn con él (a pesar de sus intentos de "infectar" Connor no funcionaron al parecer el nunca estuvo completamente bajo su control, en primer lugar, de buena gana estuvo de acuerdo con sus planes debido a su mente retorcida). 
Jasmine les acusa de ser disidentes empeñado en difundir el odio, y dirige a sus seguidores a matarlos. A medida que sus poderes han crecido, se ha convertido capaz de proyectar su voluntad y voz a través de cada uno de sus seguidores. Ella empieza a referirse a aquellos bajo su control como "El cuerpo Jasmin", ya que son las extensiones verdaderas de su propio cuerpo. 
Mientras que Fred, Wesley, Lorne, y Gunn luchan contra las fuerzas de Jasmin bajo el mando de Connor, Ángel es capaz de deshacer su control sobre el mundo al revelar su verdadero nombre. Esta debilidad es la segunda y más poderosa de Jasmine se oculta en la dimensión demoníaca que había gobernado anteriormente, que se revela a Wesley cuando uno de los fanáticos viaja a la Tierra con la esperanza de recordar a Jasmine de la existencia de su mundo. Como la atmósfera del mundo del otro es venenoso para los humanos, Ángel (que, como un vampiro, no necesita respirar) se desplaza a la otra dimensión a través de un mundo místico del demonio el primer mundo de Jasmine. 
En este mundo, Ángel pelea y decapita al sumo sacerdote, el único ser que conoce el nombre de Jasmine. La boca de la que ha sido suturada, y cuando la cabeza es traída a LA, el usa la boca, lo que hace que el nombre, atrapado en su boca, que ahora se publicará con el último aliento del sacerdote muerto. Esto destruye el control de la mente de Jasmine y quita la alimentación durante la emisión de noticias en todo el mundo en el que se iba a extender su influencia en el mundo. 
Cuando su nombre se pone de manifiesto, su apariencia también se altera. A pesar de que mantiene su aspecto humano, que se está pudriendo, con cuencas vacías, infestada de gusanos. Sus seguidores corren horrorizados como la sensación de paz interior y la felicidad que experimentan como parte del colectivo de Jasmine se borra. Muchos causan disturbios y el caos, mientras que otros incluso contemplan el suicidio. Cuando ella se va, sus antiguos súbditos se llenan de un sentimiento de soledad y desesperación. Pasan por alto el Jasmine amor que todo lo abarca había traído con ella era el control de sus mentes. Como su nombre revela, los poderes de control mental de Jasmin se destruyen, a pesar de que mantiene su fuerza sobrehumana y puede soportar fácilmente la electricidad. Su único vínculo psíquico con Connor también se mantiene, ya que su conexión es de una naturaleza diferente. A través de este enlace, Connor sigue la pista de Jasmine. 
Con su programa arruinado por Ángel, Jasmine inicialmente se encuentra perdida y sin sentido, hasta que Ángel trata de llegar a ella. Jasmine está molesto con Ángel y trata de impartir a lo que no hay bien absoluto, no hay mal absoluto, todo es un área gris. Ángel trata de su impartir su punto de vista, para calamarla, pero Jasmine prefiere que la humanidad misma se masacre antes de darles la libre oportunidad, como lo había visto desde hace milenios lo que este libre albedrío traería. Jazmín dice que sin su ayuda, el mundo está condenado a ahogarse en su propia sangre, la protesta de Ángel que debería ser la elección de la humanidad para lograr un mundo perfecto, en lugar de tener que se les oblige a aceptar. 
Esta discusión rápidamente se desató a cabo en una pelea masiva entre los dos, en la que Jasmine fácilmente superó a su "abuelo" antes de que Connor apareciera. Aunque en un principio aparece del lado con Jasmine, Connor inmediatamente se volvió hacia ella y puso su puño en su cabeza, matándola al instante, antes de confesar a Ángel que había sabido todo el tiempo que Jasmine era una mentira y se había ido de buena gana junto con sus planes, simplemente porque no sabía qué más hacer.

## Moral
El estado bien o el mal de Jasmine es algo discutible, ella argumentó que era una fuerza del bien, ella podría haber terminado todo el sufrimiento en el mundo dentro de pocos años y lograr una Edad de Oro, pero Ángel sostiene que sus métodos no son perfectos, que solo a través del sufrimiento puede crecer la humanidad, y sin una vida libre no valdría la pena vivir. El hecho de las últimas cosas que hizo Jasmine antes de morir se comprometen a utilizar su poder para destruir el resto del mundo muestra que al menos tiene muy mal genio, y no hay nada para decir que no abandonaría la Tierra como lo hizo a uno de los dimensiones anteriores que gobernó. Ángel y sus amigos se sienten un tanto incierta en cuanto a si había hecho algo bueno o algo malo en la derrota de ella, especialmente cuando W & H que elogios para poner fin a la paz mundial. Todos los actos malévolos ella en el curso de la demostración de lo que se considera un objetivo más benévola, pero si su fin justificaba los medios está abierto a debate. 

## Poderes y habilidades
Siendo uno de Los Grandes Poderes, Jasmine era una entidad especialmente potente, aunque menos de lo que había sido antes de que cayera de la gracia. Su capacidad principal era su control de la mente, con la que podría despojar a los seres humanos y los demonios benévolos de su libre albedrío. Los que estaban infectados fueron incuestionablemente leales a ella, y ella también podría tomar el control de ellos y utilizarlos como extensiones de su propio cuerpo, poder ver a través de sus ojos y hablar a través de ellos. Sin embargo, los demonios malignos, como los vampiros, eran inmunes a su control de la mente hecho de que Ángel pueda ser controlado sugirió que se basa en la influencia que tenía sobre el alma de la persona, y aquellos cuya sangre entró en contacto con la suya o la sangre de Cordelia fueron liberados de su influencia, los "infectados" por lo general experimentan tristeza extrema y depresión, incluso suicida tras ser liberados. Además, debido a su relación con Connor, se podría proyectar sus pensamientos en su mente a pesar de que no estaba bajo su control. 
Jasmine también tenía inmortalidad, fuerza sobrehumana y resistencia, capaz de soportar sin esfuerzo la electricidad y regenerar a sí misma con bastante rapidez. El único que fue capaz de causar daño a su verdadera duración fue Connor. Su toque también parece tener efectos diferentes, que van desde las heridas sanar a otros a causar necrosis rápida. Incluso cuando se debilita cuando Ángel la expuso, resultó ser muy fuerte, sin esfuerzo de levantar una camioneta por encima de su cabeza, soportar el contacto con una toma eléctrica, y teniendo los golpes de Ángel sin ni siquiera pestañear. 
Jasmine también posee habilidades psíquicas, tales como la telepatía, la empatía y la precognición, capaz de implantar una información completa de Fred en las mentes de sus seguidores y también predecir el futuro del niño por nacer de una mujer embarazada de Asia (aunque esta última es ambigua ya que puede tener simplemente se ha dicho lo que la otra mujer quería escuchar). Ella también apareció con fluidez en varios idiomas, como el mandarín y el español. Ella también fue capaz de ver y escuchar a los espíritus y otras formas astrales tales, capaces de detectar la presencia del fantasma de Darla. 
Jasmine también podría cambiar de forma. Ella siempre tuvo una forma similar a la de los seres en el mundo se hizo cargo-a pesar de que tenía que utilizar un individuo preparado de antemano como un anfitrión para dar a luz a sí misma-, y también podría adoptar la forma de una criatura con tentáculos bioluminiscentes para alimentarse.
- Datos: Q962208